# Cinque Nazioni 1979
Il Cinque Nazioni 1979 (in inglese 1979 Five Nations Championship; in francese Tournoi des Cinq Nations 1979; in gallese Pencampwriaeth y Pum Gwlad 1979) fu la 50ª edizione del torneo annuale di rugby a 15 tra le squadre nazionali di Francia, Galles, Inghilterra, Irlanda e Scozia, nonché l'85ª in assoluto considerando anche le edizioni dell'Home Nations Championship.
La vittoria finale arrise al Galles per la trentunesima volta, seconda consecutiva.
La Francia, sola alternativa credibile al dominio dei Dragoni, inflisse effettivamente loro l'unica sconfitta del torneo a Parigi, ma la mancanza d'alternative in prima linea dopo il ritiro di molti elementi di spicco non permise loro la continuità che i loro avversari invece poterono mettere in campo lungo tutto il torneo.
Per il Galles si trattò anche del quarto Triple Crown consecutivo e sedicesimo assoluto.
Il valore delle marcature, come stabilito dall’IRFB nel 1977, era: 4 punti per ciascuna meta (6 se trasformata), 3 punti per la realizzazione di ciascun calcio piazzato, idem per il drop.

## Nazionali partecipanti e sedi
| Squadra     | Città     | Impianto interno   |
| ----------- | --------- | ------------------ |
| Francia     | Parigi    | Parco dei Principi |
| Galles      | Cardiff   | National Stadium   |
| Inghilterra | Londra    | Twickenham         |
| Irlanda     | Dublino   | Lansdowne Road     |
| Scozia      | Edimburgo | Murrayfield        |

## Risultati

### 1ª giornata
| Arbitro: | Roger Quittenton |

|          |      |          |
|          | mt   | Caussade |
|          | tr   | Aguirre  |
| Ward (3) | c.p. | Aguirre  |

| Arbitro: | Francis Palmade |

|               |      |             |
| A. Irvine     | mt   | Holmes Rees |
|               | tr   | Fenwick     |
| A. Irvine (3) | c.p. | Fenwick (3) |

### 2ª giornata
| Arbitro: | Alan Hosie |

|                  |      |                    |
| A. Martin Ringer | mt   | McLennan Patterson |
| Fenwick (2)      | tr   | Ward (2)           |
| Fenwick (4)      | c.p. | Ward (3)           |

| Arbitro: | Clive Norling |

|            |      |            |
| Slemen     | mt   | Rutherford |
| N. Bennett | c.p. | A. Irvine  |

### 3ª giornata
| Arbitro: | David Burnett |

|             |      |             |
| Gourdon (2) | mt   | Holmes      |
| Aguirre (2) | c.p. | Fenwick (3) |

| Arbitro: | Alan Hosie |

|          |      |            |
| McLennan | mt   | N. Bennett |
| Ward     | tr   |            |
| Ward     | c.p. | N. Bennett |
| Ward     | drop |            |

### 4ª giornata
| Arbitro: | John West |

|            |      |           |
| N. Bennett | mt   | F. Costes |
|            | tr   | Aguirre   |
| N. Bennett | c.p. |           |

| Arbitro: | Corris Thomas |

|                     |      |               |
| A. Irvine Robertson | mt   | Patterson (2) |
| A. Irvine           | c.p. | Ward          |

### 5ª giornata
| Arbitro: | Roger Quittenton |

|                        |      |                             |
| Belascain Malquier (2) | mt   | Dickson A. Irvine Robertson |
|                        | tr   | A. Irvine                   |
| Aguerre Aguirre        | c.p. | A. Irvine                   |
| Aguerre                | drop |                             |

| Arbitro: | Jean-Pierre Bonnet |

|                                               |      |            |
| E. Rees Richards Ringer Roberts J.J. Williams | mt   |            |
| Fenwick A. Martin                             | tr   |            |
|                                               | c.p. | N. Bennett |
| W.G. Davies                                   | drop |            |

## Classifica
| Pos | Squadra     | G | V | N | P | PF | PS | DP  | Pt |
| --- | ----------- | - | - | - | - | -- | -- | --- | -- |
| 1   | Galles      | 4 | 3 | 0 | 1 | 83 | 51 | +32 | 6  |
| 2   | Francia     | 4 | 2 | 1 | 1 | 50 | 46 | +4  | 5  |
| 3   | Irlanda     | 4 | 1 | 2 | 1 | 53 | 51 | +2  | 4  |
| 4   | Inghilterra | 4 | 1 | 1 | 2 | 24 | 52 | −28 | 3  |
| 5   | Scozia      | 4 | 0 | 2 | 2 | 48 | 58 | −10 | 2  |